# Hybos sichuanensis
Hybos sichuanensis är en tvåvingeart som beskrevs av Yang 1993. Hybos sichuanensis ingår i släktet Hybos och familjen puckeldansflugor.
Artens utbredningsområde är Sichuan (Kina). Inga underarter finns listade i Catalogue of Life.